# Estela Díaz
Estela Díaz (La Plata, 20 de abril de 1963) es una militante social, sindical y feminista argentina. Ejerce como la primera ministra de Mujeres y Diversidad de la provincia de Buenos Aires. Fue designada el 11 de diciembre de 2019 al frente del entonces Ministerio de las Mujeres, Políticas de Género y Diversidad Sexual de la provincia de Buenos Aires por el gobernador Axel Kicillof. Y ratificada como ministra el 13 de diciembre de 2023 por el reelecto gobernador Axel Kicillof. Integra la Mesa Nacional de la CTA. 
Con anterioridad fue Secretaria de Género a nivel nacional de la CTA (Central de Trabajadores de la Argentina). En esta organización ha conformado y dirige el Centro de Estudios Mujeres y Trabajos de la Argentina (CEMyT-CTA). En representación de la CTA fue una de las coordinadoras del Comité por la Libertad de Milagro Sala, militante social presa política desde 2016. Integra el Consejo Directivo del Fondo de Mujeres del Sur y es integrante de la Campaña Nacional por el Derecho al aborto legal, seguro y gratuito. Integra también la Comisión de Mujeres y géneros del Instituto Patria.
Los aspectos más relevantes vinculados con la militancia social, política y de género se desarrollaron en distintos movimientos sociales, en espacios sindicales ―desde el nacimiento de la CTA―, y en el movimiento de mujeres. 
Actualmente conduce junto a Natalí Incaminato el streaming "Días de Encuentro" en el canal de Youtube de Futurock

## Biografía

### Comienzos
Hija de Elbira Fernández y José María Díaz Cañadas, quienes se conocieron y casaron en Mendoza, vivieron los primeros años de matrimonio en La Llave, donde nació su hermano mayor José María Díaz. En búsqueda de mejores posibilidades la familia se establece en una quinta del barrio de Villa Elisa (Buenos Aires), en la ciudad de La Plata, donde nace Estela. Luego se mudan a Ringuelet (La Plata), donde vive actualmente. Allí también nace su hermana menor Yanina.
Su familia es de origen humilde, trabajadores, vivieron en casilla de madera hasta los años ochenta. Una familia de peronistas. Desde chica supo por Elbira que la justicia social era algo que se concretaba en la vida cotidiana, siempre le recordaba la primera vez que dejó las alpargatas y pudo ir a la escuela con zapatos, así como revivía su llanto desconsolado luego del golpe del 1955 cuando los “gansos” mendocinos salían a festejar.
Sus estudios primarios y secundarios fueron en escuelas religiosas, cursa la primaria en la Escuela Anunciación de la Santísima Virgen de Ringuelet y la secundaria en el Colegio San Francisco de Asís de Villa Elisa. Fue becada todo el secundario por su buen desempeño escolar. Su primera experiencia de participación social fue en épocas de dictadura en el grupo de la iglesia La Anunciación. Cuando finaliza los estudios secundarios inicia la carrera de Analista de Sistemas y obtiene el título de Técnico Superior en Programación. Estudió Profesorado en Letras -sin terminar- en la Universidad Nacional de La Plata.
En 1986 forma pareja con Diego Barreda, con quien vive en la actualidad. Su pareja fue trabajador del Astillero Río Santiago, y por su militancia fue víctima directa de la última dictadura cívico-militar (1976-1983). Con él comparte la adhesión al proyecto nacional, las causas de las y los trabajadores y el amor por sus tres nietas.

### Trayectoria militante
Como estudiante universitaria, formó parte del Frente Estudiantil Juventud Intransigente–JUP. Fue Consejera Académica por la bancada estudiantil en la Facultad de Humanidades de la UNLP (1989). En estas elecciones el Frente Estudiantil logró derrotar a Franja Morada luego de años de mantener el gobierno estudiantil. Al año siguiente, la Franja recuperó la conducción del Centro de Estudiantes y lo retuvo por 13 años más.
En los primeros años de democracia militó en el Partido Intransigente, por reconocerlo como el espacio político más comprometido en ese momento con la causa de los Derechos Humanos. Fue parte del grupo fundador del Partido Frente Grande de La Plata. Fue elegida concejal en el 1999 teniendo el ejercicio de este mandato durante el año 2000, por ser la primera suplente.
La militancia partidaria siempre estuvo acompañada con una militancia social y barrial, que se integró desde el nacimiento en la CTA en el año 1994, en principio como Congreso de los Trabajadores de la Argentina. Integró la  FTV, organización que nucleaba en la Central las experiencias de los grupos de desocupados/as y sociales de diverso tipo, con la que llegó a la máxima conducción de la CTA en el año 2003. Con el conflicto del 2008, provocado por los sectores del empresariado agropecuario, compartió la iniciativa de creación del Frente de Mujeres Nacional y Popular, que articula con organizaciones políticas y sociales el apoyo a la presidenta Cristina Fernández. Este espacio siguió vigente organizando diversas acciones desde la defensa y promoción de las políticas del gobierno nacional hasta el 2015. A partir del año 2010 conforma el Centro de Estudios Mujeres y Trabajos de la Argentina (CEMyT-CTA), que dirige y ocupa el cargo de Secretaria de Género de la CTA a nivel nacional, siendo reelecta por cuatro años más en noviembre de 2014.
Realizó un recorrido autodidacta de formación en temas de género, integración regional y temática laboral, tanto en ámbitos académicos, no gubernamentales y en organismos internacionales.
Estos últimos años han sido de lucha y resistencia a las políticas neoliberales impulsadas por la alianza de gobierno que triunfa en el 2015. El movimiento NiUnaMenos ha favorecido una gran visibilidad de la lucha feminista y de mujeres. Además de la creciente presencia sindical en la defensa de derechos y enfrentamiento de políticas de ajuste. Las jóvenes trabajadoras abrazan la causa sindical y feminista, lo que ha permitido un fortalecimiento de la presencia de mujeres en los sindicatos y la articulación intersindical, especialmente con referentes de sindicatos de la Corriente Federal y otros sindicatos de CGT.
Siempre abrigó una estrecha relación con el peronismo, entendiendo que un proyecto popular en la Argentina sólo podía concretarse de la mano de ese gran movimiento histórico nacional y popular. Néstor Kirchner y Cristina Fernández de Kirchner construyeron los puentes que para muchas y muchos faltaban en esta historia, trayendo también lo mejor de la experiencia de los 60 y 70, junto a la perspectiva de los derechos humanos de ayer, indisolublemente ligadas al hoy y en perspectiva para las generaciones futuras.
En el plano regional e internacional integra la Comisión de Mujeres de la Coordinadora de Centrales Sindicales del Cono Sur, de la que fue responsable durante los años 2006 y 2005. Actualmente integra el Comité de Mujeres de la Confederación Sindical de las Américas (CSA). Participó de Conferencias de la Mujer, de varias ediciones del Foro Social Mundial. En los últimos dos años integró la delegación de CTA en las Conferencias anuales de la OIT. También participa desde su creación de la Campaña Nacional por el Derecho al Aborto y el trabajo colaborativo y articulado con la Asociación Internacional Católicas por el Derecho a Decidir de Argentina. Fue una de las creadoras de la Red de la provincia de Buenos Aires de prevención y monitoreo de la ley de violencia familiar.[cita requerida]
Fuente de consulta permanente de periodistas y medios de comunicación respecto a temas de derechos de género, trabajo y seguridad social e integración regional. Además brinda tutorías y acompañamiento a profesionales en sus procesos de formación y tesis doctorales.
En el año 2015 recibió el reconocimiento de Especial Preparación por parte del Consejo Directivo de la Facultad de Periodismo y Comunicación Social (UNLP), por sus conocimientos y trayectoria en temáticas de género y movimientos sociales. En la actualidad es docente de esa casa de estudios en el Posgrado de Especialización en Género y Comunicación.

### Aborto legal

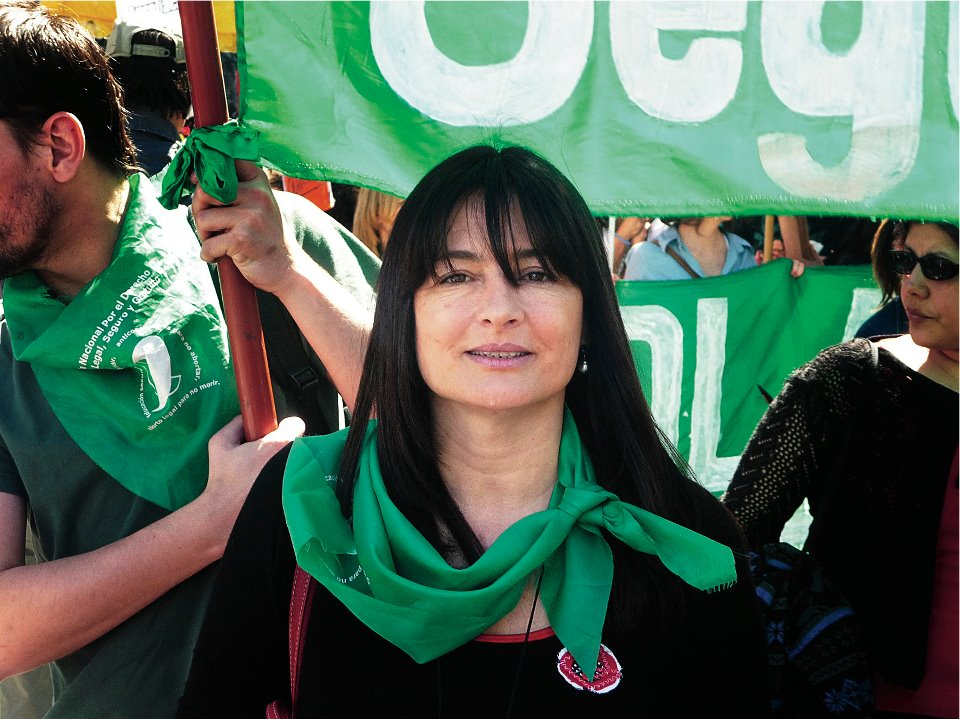
Estela Díaz en la Campaña por la legalización del aborto en Argentina

El 12 de abril de 2018 Estela Díaz participó en representación de la CTA, “Campaña por el derecho al aborto”, a la segunda jornada de debate por la legalización del Aborto en Argentina en el 2º plenario de comisiones del Congreso de la Nación manifestando su posición a favor del aborto asegurando que habían llegado a esta instancia gracias al movimiento de mujeres que logró previamente la “despenalización social”. Que la CTA está en la Campaña desde el 2005. Y asegurando que “Hay un posicionamiento moral y religioso que se quiere imponer a los demás”.

## Gestión

### Actividades y cargos desempeñados en la actualidad
- Ministra de Mujeres y Diversidad de la provincia de Buenos Aires. 2019- actual
- Secretaria de Género de CTA Nacional. 2010-actual[12]

- Coordinadora del Centro de Estudios Mujeres y Trabajo de la Argentina-CEMyT.[13]

- Integrante de la Comisión de Mujeres de la Coordinadora de Centrales Sindicales del Cono Sur (CCSCS)[14]

- Integrante de la Comisión para el Trabajo con Igualdad de Oportunidades CTIO del Ministerio de Trabajo de la Nación.[15]

- Miembro del Consejo Directivo del Fondo de Mujeres del Sur[16]

- Integrante de la Comisión de Mujeres y Géneros del Instituto Patria, donde coorganiza y es docente del seminario Peronismo y Feminismos.

- Docente del Seminario de posgrado sobre Movimientos sociales, sindicalismo y género en Latinoamérica.[17]

- Integrante de la Campaña Nacional por el Derecho al Aborto Legal, Seguro y Gratuito.[18]

- Integrante del Consejo Asesor del Programa Nacional de Salud Sexual y Reproductiva del Ministerio de Salud de la Nación.[19]

- Integrante de la Intersindical de Mujeres La Plata, Beriso y Ensenada

## Publicaciones
- "¿Por qué odian? Diálogos feministas en tiempos de ultraderechas". Autora y compiladora. Editorial Colihue. 2024. Sobre el libro
- "Feminismo y Peronismo. Reflexiones históricas y actuales de una articulación negada". Autora y compiladora. EDULP 2019. Descargar libro
- Un fallo gravemente ultrajante para la sociedad. Sobre el fallo de Piombo que reduce la pena a un abusador de un menor de 6 años[20]

- América Latina con la voz en la defensa de los derechos de las mujeres. Un balance a 20 años de la Conferencia de la mujer de Beijing[21]

- A propósito del día de la no violencia contra las mujeres: claves de una agenda pendiente[22]

- Autora junto a la periodista Mariana Carbajal de un capítulo de una publicación del Ministerio de Cultura de la Nación denominado “El género de la política también se escribe en femenino” (2014)[23]

- Boletín mensual de la Secretaría de Igualdad de Género CTA. Responsable de edición, editoriales, notas y documentos sobre trabajo, violencia, aborto, entre otros.[24]

- Balance en clave de género: 30 años de democracia. Publicado en la Revista Canto Maestro de CTERA.[25]

- Década con y para las mujeres. Publicado en Página 12.[26]

- Cambios y permanencias en relación a la violencia de género: ¿avanza?. Revista Nuestra Idea, año 4 N°5, pag 66. Publicación de AMSAFE. Junio de 2013.[27]

- Pasado y presente de trabajos invisibles y visibles. Revista Ni un paso atrás de la Asociación Madres de Plaza de Mayo. Enero de 2013.[28]

- La historia de LMR en el libro LMR contra Estado Argentino. Acceso a la justicia en caso de aborto legal. Compiladora Mariana Carbajal.[29]

- Campaña Nacional por el Derecho al Aborto Legal Seguro y Gratuito: Una estrategia federal en busca de la despenalización/legalización del aborto en Argentina (2005–2011). Claudia Anzorena, Estela Díaz, Florencia López y Ruth Zurbriggen.[30]

- Los caminos del aborto legal en la Argentina. Le Monde Diplomatique, Edición Cono Sur. Julio 2011

- De la informalidad al trabajo digno. 18 de nov 2012[31]

- Violencia de género:¿quién le pone el cascabel al gato? 27 de agost de 2012[32]
- Un contexto muy especial.[33]

- Mucho más que el rubro 59.[34]

- Hoy el aborto clandestino es un serio problema sólo para las mujeres pobres. Revista el Parlamentario.[35]

- Se requiere un cambio cultural. Entrevista en Página 12. El informe del CEMyT (nota de tapa).[36][37]

- Publicaciones del CEMyT. Serie mujeres y trabajo. Caracterización de la inserción laboral de las mujeres en el período de la pos-convertibilidad

(2003-2009). Estela Díaz, Nora Goren y David Trajtemberg. Julio 2010.
- Situación del trabajo en casas particulares. Hacia el reconocimiento de los derechos laborales. Estela Díaz, Nora Goren y David Trajtemberg. Diciembre 2010.[39]

- Situación laboral de las mujeres 2009/2010. Permanencias y ¿cambios? Estela Díaz, Nora Goren y Úrsula Metlika. Agosto 2011.[40]

- La negociación colectiva como mecanismo de promoción de la equidad de género y diversidad. Documento de trabajo N°1. Estela Díaz y Nora Goren. Diciembre 2011.[41]

- La negociación colectiva como mecanismo de promoción de la equidad de género y diversidad. Documento de trabajo N°2. Estela Díaz y Nora Goren. Julio 2012.[42]

- Brechas de participación y salariales en el mercado de trabajo argentino. Estela Díaz, Nora Goren y David Trajtemberg. Diciembre 2012.Estela Díaz (CTA)

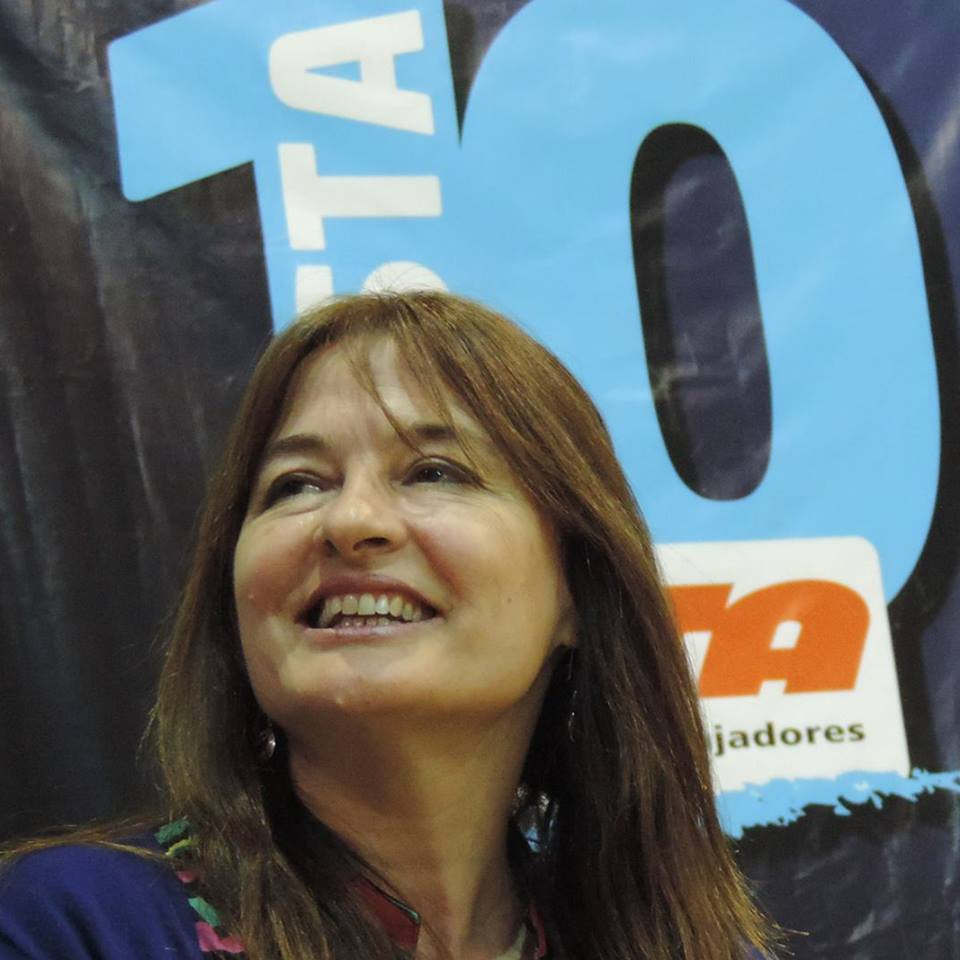
Estela Díaz (CTA)

## Logros
Ley de Responsabilidades Familiares Compartidas y Políticas de Cuidado

En marzo de este año elabora y presenta junto al equipo jurídico CTA y diputadas nacionales, el proyecto de Ley de Responsabilidades Familiares Compartidas y Políticas de Cuidado. 6 de marzo en el Congreso Nacional (Expediente: 0455-D-2015).
Víctimas de Violencia de Género
En el 2007 crea el Programa de Atención de Mujeres víctimas de violencia en la provincia de BA, con línea telefónica articulada el Ministerio de Seguridad y DDHH.
Durante el 2013 promueve el Programa de Acompañantes en Red para Víctimas de Violencia de Género junto al Ministerio de Salud de la provincia de Buenos Aires.
CEMyTCreación del Centro de Estudios Mujeres y Trabajo de la Argentina

## Premios y reconocimientos
- Especial Preparación por la expertis en temáticas de género y movimientos sociales. Resolución del Consejo

Directivo de la Faculta de Periodismo y Comunicación Social de la UNLP, 2015
- Mención especial de la Cámara de Diputados de la provincia de Buenos Aries por la defensa y promoción de la salud de las

mujeres, mayo de 2011
- Mención especial de Ministerio de Salud de la provincia de Buenos Aires, noviembre de 2011
- Mención de la Democracia de Caras y Caretas por la labor desarrollada por los derechos de las mujeres y en nombre de la Campaña Nacional por el derecho al aborto, 2010.
- Premio de la Fundación Agenda de las Mujeres por el aporte en la difusión y defensa de los derechos humanos de las mujeres, 2006

“Todo esto lo he podido hacer movilizada por el compromiso y la pasión. Así como tantas personas referentes y líderes que me inspiran, alientan, enseñan y acompañan. La fortaleza mayor de mi perfil personal es, sin dudas, ser parte de la construcción colectiva, convencida en el camino de la emancipación social, la causa de las mujeres, de las y los trabajadores, de la soñada Patria Grande Latinoamericana”.
Estela Díaz